# Amphoe Nong Khayang
Amphoe Nong Khayang (thailändisch อำเภอ หนองขาหย่าง) ist ein Landkreis (Amphoe – Verwaltungs-Distrikt) der Provinz Uthai Thani. Die Provinz Uthai Thani liegt in der Nordregion von Thailand.

## Geographie
Benachbarte Landkreise (von Westen im Uhrzeigersinn): Amphoe Nong Chang, Thap Than und Mueang Uthai Thani der Provinz Uthai Thani sowie die Amphoe Wat Sing und Nong Mamong in der Provinz Chai Nat.

## Geschichte
In der Ayutthaya-Periode war Nong Luang (หนองหลวง) ein wichtiger Grenzposten. Als die Regierung 1917 den Status des Distrikts von Khwaeng auf  Amphoe änderte, wurde Nong Luang Teil der Provinz Uthai Thani. Im darauf folgenden Jahr wurde die Verwaltung nach Noen Po verlegt, gleichzeitig wurde Nong Luang in Nong Khayang umbenannt.

## Wirtschaft
Im Landkreis Nong Khayang werden unter anderem handgewebte Seidenstoffe hergestellt. Diese speziellen Stoffe werden auch „Mat-Mi-Seide“ (ผ้ามัดหมี่, engl. Mudmee Silk) genannt. Sie sind ein Fünf-Sterne-OTOP-Produkt.

## Verwaltung

### Provinzverwaltung
Amphoe Nong Khayang ist in neun Kommunen (Tambon) eingeteilt, welche sich weiter in 53 Dörfer (Muban) unterteilen.
| Nr. | Name         | Thai       | Muban | Einw. |
| --- | ------------ | ---------- | ----- | ----- |
| 1.  | Nong Khayang | หนองขาหย่าง | 8     | 2.780 |
| 2.  | Nong Phai    | หนองไผ่     | 9     | 2.450 |
| 3.  | Don Kloi     | ดอนกลอย    | 6     | 1.210 |
| 4.  | Huai Rop     | ห้วยรอบ     | 3     | 0.478 |
| 5.  | Thung Phueng | ทุ่งพึ่ง       | 7     | 1.459 |
| 6.  | Tha Pho      | ท่าโพ       | 4     | 2.253 |
| 7.  | Mok Thaeo    | หมกแถว     | 3     | 0.692 |
| 8.  | Lum Khao     | หลุมเข้า     | 7     | 2.501 |
| 9.  | Dong Khwang  | ดงขวาง     | 6     | 2.382 |

### Lokalverwaltung
Es gibt eine Kommune mit „Kleinstadt“-Status (Thesaban Tambon) im Landkreis:
- Nong Khayang  (เทศบาลตำบลหนองขาหย่าง) besteht aus Teilen des Tambon Nong Khayang.

Außerdem gibt es fünf „Tambon-Verwaltungsorganisationen“ (องค์การบริหารส่วนตำบล – Tambon Administrative Organizations, TAO) für die Tambon oder die Teile von Tambon im Landkreis, die zu keiner Stadt gehören.